# سالن ورزشی مرکزی شهرداری اوساکا
سالن ورزشی مرکزی شهرداری اوساکا یک ورزشگاه سرپوشیده واقع در میناتو کو، شهر اوساکا، استان اوساکا، ژاپن است. این سالن ورزشی در سال ۱۹۹۶ افتتاح شد.
این ورزشگاه در پارک یاهاتایا در منطقه خلیج اوساکا ساخته شده‌است. محوطه سالن کاملاً زیر زمین است و سقف آن پوشیده شده‌است.

## تاریخچه
- ژوئن ۱۹۹۳ - شروع به ساخت و ساز.
- آوریل ۱۹۹۶ - پایان ساخت.

## کاربران
این ورزشگاه میزبان چندین مسابقه برای مسابقات قهرمانی جهانی والیبال زنان برای سال‌های ۱۹۹۸، ۲۰۰۶ و ۲۰۱۰ بود.
تیم B.League Osaka Evessa (تیم بسکتبال) بازی‌های خانگی خود را در این ورزشگاه برگزار می‌کند.
تیم F.League Shriker Osaka فوتسال بازی‌های خانگی را در سالن ورزشی مرکزی شهرداری اوزاکا برگزار می‌کند.

## امکانات
میدان اصلی
- اندازه سطح - ۴۶ متر × ۷۷ متر (۳۵۸۰ مترمربع)
- ارتفاع - ۱۹ متر
- گنجایش کامل - ۱۶۰۰۰ نفر
- ظرفیت - ۱۰۰۰۰ نفر
- صندلی ثابت - ۵۹۳۲ صندلی
- صندلی‌های متحرک - ۱۳۹۰ صندلی

میدان فرعی
- اندازه زمین - ۳۵ متر × ۳۸ متر (۱۵۴۰ مترمربع)
- ارتفاع - ۱۲٫۵ متر
- صندلی ثابت - ۱۸۸ صندلی

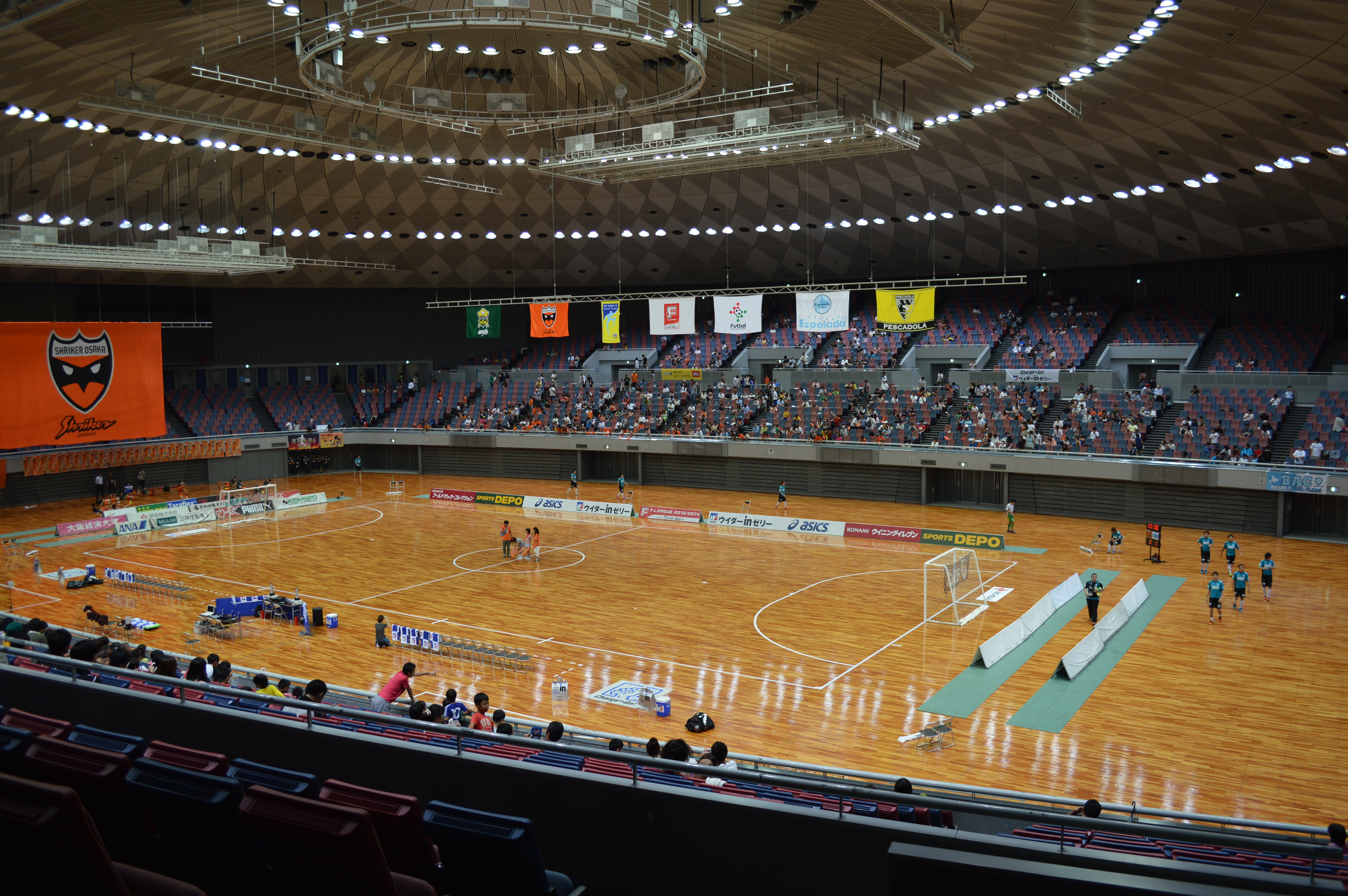
میدان اصلی (بازی F.League )
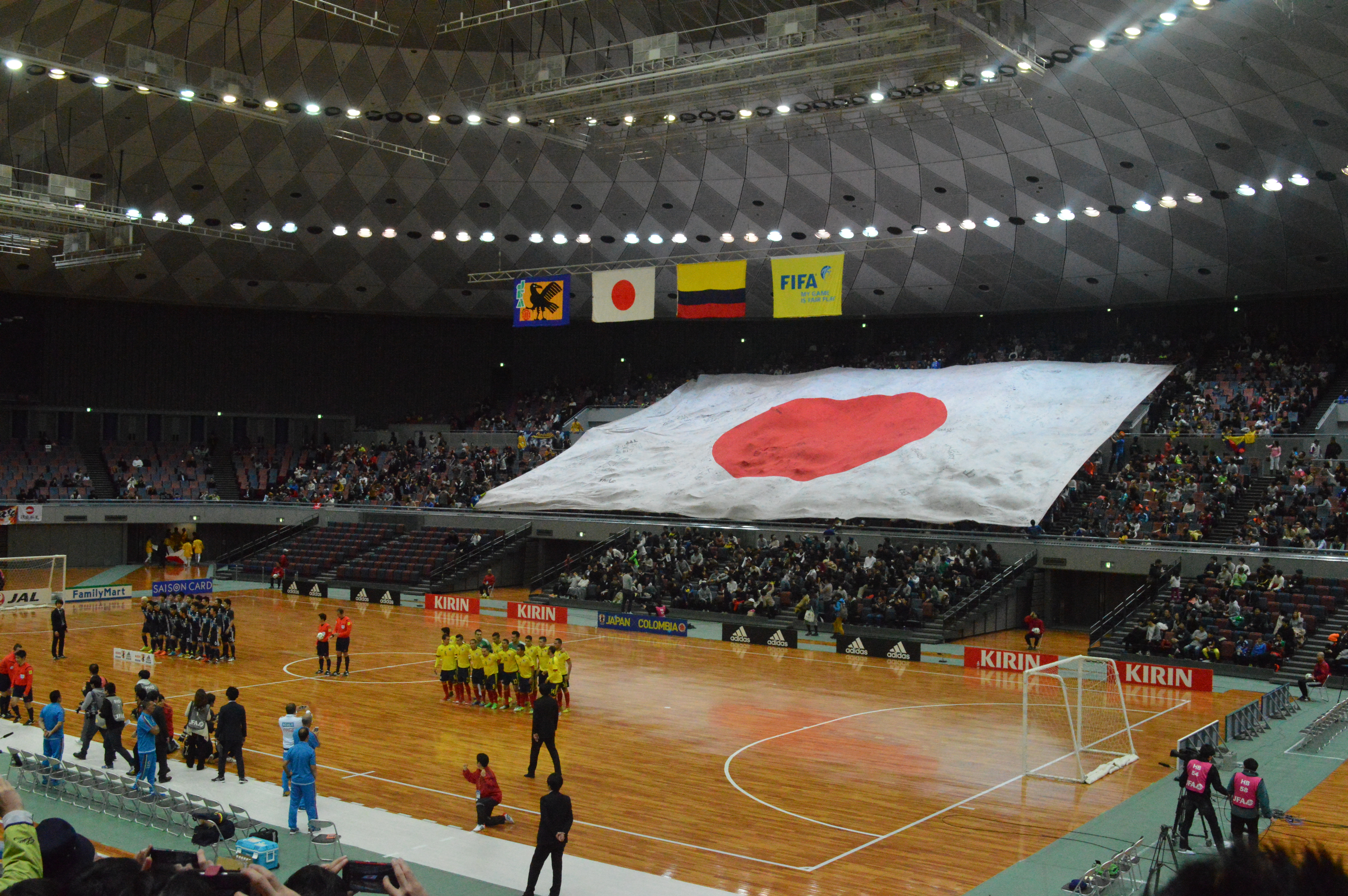
میدان اصلی (بازی فوتسال)

## دسترسی
- ۳ دقیقه پیاده‌روی از ایستگاه متروی اوزاکا